# Selbitz (Oberfranken)
Selbitz er en by i Landkreis Hof i den nordøstlige del af den bayerske regierungsbezirk Oberfranken i det sydlige Tyskland. Den ligger i Frankenwald ved floden Selbitz omkring 14 kilometer vest for byen Hof.

## Geografi
I kommunen ligger ud over byen Selbitz med 3416 indbyggere, disse landsbyer og bebyggelser:
| - Dörnthal (119) - Hüttung (135) - Kohlbühl (19) - Neuhaus (227) - Rodesgrün (208) | - Rothenbürg (181) - Sellanger (104) - Stegenwaldhaus (70) - Wachholderbusch (48) - Weidesgrün (197) |

Indbyggertal pr. januar 2007
- Wikimedia Commons har flere filer relateret til Selbitz (Oberfranken)